# Kilsbergen
Kilsbergen is een laaggebergte in Zweden. Het strekt zich uit over zo'n 50 kilometer van Nora in het noordoosten tot Svartå in het zuidwesten en wordt geologisch gevormd door een reeks breukhellingen. Het hoogste punt is Tomasbodahöjden op 298 meter boven zeeniveau. Kilsbergen vormt de meest zuidelijke verbreiding van de taiga in Scandinavië en het gebied herbergt een aanzienlijke elandenpopulatie. Cultuurhistorisch vormt Kilsbergen de grens tussen Närke en Värmland. Het gebied is een populair wandeloord en trekt in de winter skiërs.